# 燃焼器

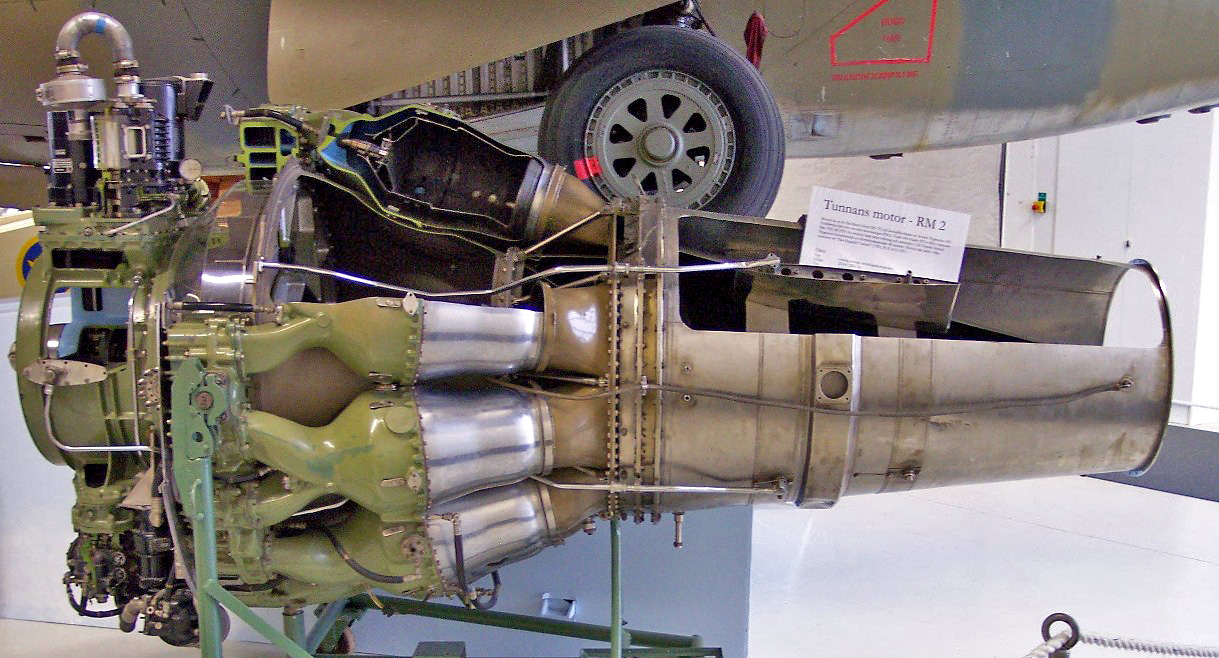
カン型燃焼器を採用した初期のターボジェットであるデ・ハビランド ゴースト。左から右に空気が流れ、銀色の筒状部分が燃焼器後部でケーシングやライナおよびノズルの配置が確認できる。

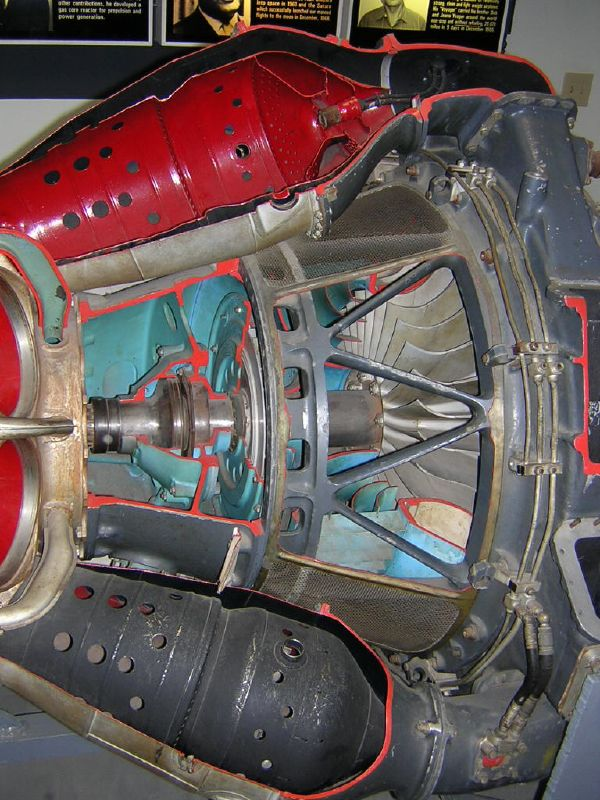
ロールス・ロイス ニーンのカン型燃焼器

燃焼器（Combustor）とはガスタービンの構成要素の一つで燃料を圧縮された空気と燃焼する装置である。レシプロエンジンやロケットエンジンの燃焼室（Combustion chamber）に相当する。

## 概要
空気の流れから見て圧縮機とディフューザーの後に位置している燃焼器 (Combustor) の役割は、取り込んだ空気流に熱エネルギーを与えることであり、燃料噴射による火炎を維持しながら適度の流入空気を取り込んで、空気と燃料をすばやく混合して燃焼させ、後に続くタービンや排気ノズルに高温ガスを送り出すことである。
燃焼器にはいくつか異なる形状が存在するが、基本的には入れ子状の構造をしており、燃焼器の外形を構成するケーシングと内側のライナ (Liner) から成る。ライナは多数の孔が開けられており、燃焼前の空気の層流で冷却されるように配置されている。ライナの内側に燃料噴射ノズルが設置されており、点火プラグは燃料噴射ノズルに近い4時と8時付近の2か所に設けられることが多い。
燃料にはジェット燃料が使用され、その主体であるケロシンの理想的な空燃比は15対1であるが、実際に燃焼器に送り込まれる空気流量の全量と噴射される燃料の総空燃比（重量比）は40 - 120:1程度である。燃焼器の上流部では、燃料噴射ノズルの周囲のオリフィスの機能を持った旋回案内羽根（Swirler、スワラー） から、14 - 18:1程度の混合比になるように空気流量の25%程だけがライナで囲われた燃焼領域に取り込まれ、これは一次空気と呼んで区別される。残りの空気流量の75%程は二次空気と呼ばれ、燃焼器の内部冷却と燃焼ガスの希釈、一次空気で完全燃焼しなかった燃料の二次燃焼に利用される。
燃焼器直前の圧縮空気の流速は100 - 200m/sであるが、ライナはその流れから火炎を保護し、部分的に10 - 20m/s程度に減速された燃焼領域を作り出す。ケーシングとライナの間およびその孔には空気が流れ、燃焼領域に流れる空気量が調節されるとともに高温に晒されるライナが冷却される。
燃料コントロール装置によって高圧に加圧された燃料は、ノズルから噴射されて霧状にされる。始動時は圧縮空気の流れの中で、ノズル近くに位置する点火プラグの電気火花によって霧状の燃料に点火される。一次空気の持っていた軸方向での運動量は、スワラーによって旋回運動に変換され、燃料噴射ノズルから噴射される霧状の燃料との混合とその初期燃焼に必要な時間だけ旋回しながら燃焼領域の前部を形成する。最初に点火プラグによって点火された後は、火炎は自ら燃焼領域内で維持するため、電気火花は始動時だけ放たれる。
旋回渦（スワール）を形成しながら空気と燃料は混ざり合い燃焼することで一次燃焼領域を形成する。ライナの冷却も兼ねた二次空気が、ライナの孔から一次燃焼領域の下流側に流入することで二次燃焼領域を形成する。流入する二次空気の流れがその上流である一次燃焼領域内に環状渦を作り、これが火炎を持続させる効果を生む。二次燃焼領域内では一次空気で燃焼しきれなかった燃料まで燃焼されると共に二次空気による希釈が始まる。ライナ内の後部は混合希釈領域となって一次空気と二次空気が混合され、後に続くタービンノズルやブレードが部分的な高熱で損傷を受けないように高温ガスは平均化される。燃焼直後の一次燃焼領域のガスは2,000℃程になるが、二次空気と混合希釈されることでタービン直前では1,000℃前後まで低下する。
エンジンの停止時に燃料が燃焼器内に残留することで、次回の始動時に燃料過多となってホット・スタートや燃焼器の焼損の可能性があるため、底部にドレンバルブを設けてドレンタンクへ残留燃料を排出するようになっている。

## 燃焼器の形式

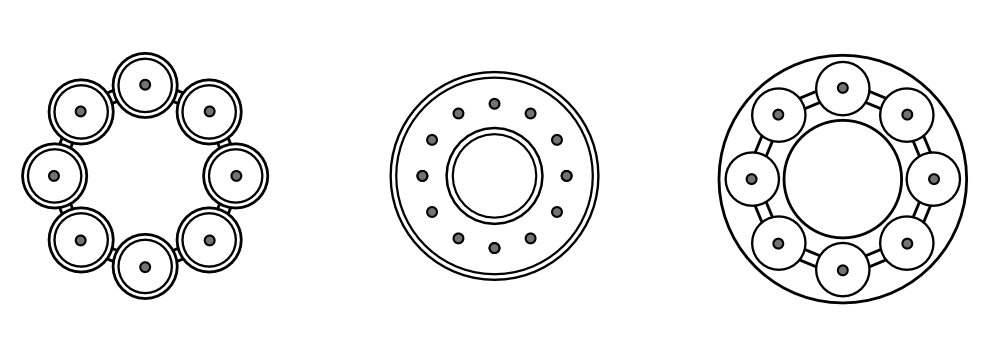
左:カン型 中央:アニュラ型 右:カンニュラ型

ライナなどで構成される燃焼缶の形状と配置の違いによって燃焼器には4種類の形式が存在する。
カン型
カン型燃焼器 (Can type combustion chamber) では、複数の筒状の燃焼缶が輪状に等間隔で配置され、それを包むように燃焼器ケーシング（燃焼器ケース, Combustion case）も個別に設けられる。隣接する燃焼缶同士は火炎を伝播させ圧力を平均化するためのインターコネクタと呼ばれる管でつながれていて、2ヶ所からの点火が全体に伝えられる。カン型は空間の無駄が大きく、製造が少し複雑であり、また燃焼缶ごとに燃焼が不均等になりやすく、燃焼効率も良くない。その反面、構造が強固で整備性も良い。
アニュラ型
アニュラ型燃焼器 (Annular type combustion chamber) では、燃焼器に単一のドーナツ状のライナを備えている。ライナはおおむね円筒形の内外2枚の金属板より構成され、2枚の間が燃焼領域となる。ライナを包むように、燃焼器外側ケースと燃焼器内側ケースより構成される燃焼器ケーシングが設けられる。アニュラ型はケーシングとその内面に沿った形状のライナの占有空間が、共に厚みを持った円筒形となるため、カン型のようなケーシング外に無駄な空間が存在せず、空気流路も直線的となる。同じ空気流量では燃焼器全体の直径を小さく作れて、ライナ冷却のための空気量も少なくて済むため、燃焼効率の向上と有害排気の減少に寄与するが、整備性は良くない。
カニュラ型
カニュラ型 (Can-annular type combustion chamber) は、アニュラ型の内側にカン型が置かれた構造である。ケーシングはアニュラ型と同様であるが、ライナはカン型の構成になる。
初期のジェットエンジンではカン型が、1960年代にはカニュラ型が採用されていたが、現在では一般的にアニュラ型が主流である。燃焼器をタービン部の外周に置いたリヴァースフロー型燃焼器(Reverse flow type combustion chamber) は小型ターボプロップやターボシャフトで多用され、一部の小型ターボファンにも使用されている。アニュラ型、カニュラ型、カン型のいずれにも適用可能。エンジンの小型化が最大の長所である。

## 性能
燃焼器の性能は「燃焼効率」と「圧力損失」「燃焼負荷率」「燃焼安定性」「出口温度分布」「高空再着火性能」「有害廃出物」で示される。
燃焼効率
供給された燃料は完全に燃焼することはなく、エンジン内で生じる熱量は理論的に発生可能な熱量より小さくなる。燃料が燃焼した割合が燃焼効率 (Combustion Efficiency) であり「実際に発生した熱量／供給燃料が理論的に発生可能な熱量」で表される。燃焼器に供給される圧力と温度が高くなるほど理論値に近くなり、実際には海面高度でほぼ100%であり、巡航高度では98%ほどになっている。
圧力損失
燃焼器の入口圧力と出口圧力の比を圧力損失 (Pressure Loss) と呼び、燃焼器での圧力損失は、燃焼器出口圧力の総圧／燃焼器入口圧力の総圧で表される。これは過流や摩擦によって生じるものであり、出来るだけ1に近い方が良いがおおむね0.93 - 0.98であり、失われた圧力が2 - 7%であることを示す。
燃焼負荷率
同じ大きさの燃焼器であればより多くの熱量が生み出せる燃焼器のほうが高い性能であるため、燃焼器の単位当りの空間容積でどれほどの熱量が発生できるかを示す指標として燃焼負荷率がある。燃焼負荷率は燃焼による発熱量／燃焼器内筒容積で表される。アニュラ型が高い燃焼負荷率を持つ。燃焼負荷率の向上を求めて過度に狭い空間で燃焼させると、高熱に曝される耐熱材の耐久性が損なわれる。
燃焼安定性
空気と燃料の混合比である空燃比と空気流量との相関について考え時、大きな熱出力を発生させようと空気流量を増すと、燃焼を継続できる空燃比は狭い範囲に限られ、やがて空気流量が限界を超えると最適な空燃比であっても燃焼は継続できなくなり「フレームアウト」する。これらの特性が燃焼安定性である。燃焼安定性はフレームアウトを起こさない限界の空気流量と希薄限界、濃厚限界からなる。
出口温度分布
燃焼器の出口ではガスの温度分布が均一である方が、後のブレードなどに熱的負担が少なくて済むため、その均一性を出口温度分布として示す。
高空再着火性能
飛行中にフレームアウトを起こした場合は再着火を試みるが、あまりに高空では燃焼器内の圧力が足らずに燃料に点火できない。同様に機速が不足しても圧力が足らずに燃料に点火できないか、仮に点火できても燃焼がタービンや排気部分まで及んで焼損が生じる。逆に機速が大きすぎると空気流量が大きすぎてやはり点火できない。高空再着火性能では、低空も含めた空中での再点火が可能な高度と速度の一定領域を性能として示す。
有害廃出物
環境保護の観点から、運転されるエンジンから排出される一酸化炭素や窒素酸化物といった有害廃出物の量は少ないほうが良く、燃焼器の性能の1つに数えられる。
材質
燃焼器はニッケル系の耐熱合金で作られる。特にライナは二次空気による冷却でもかなり高温になるため、セラミック・コーティングが施されている。